# Przerzutnik typu D

Symbol przerzutnika typu D

Symbol przerzutnika typu D z dodatkowymi wejściami asynchronicznymi Set i Reset

Przerzutnik typu D (od ang. data lub delay flip-flop) – jeden z podstawowych rodzajów przerzutników synchronicznych, nazywany układem opóźniającym. Przerzutnik ten przepisuje stan wejścia informacyjnego D na wyjście Q. Przepisanie informacji następuje tylko przy odpowiednim stanie wejścia zegarowego.

## Typy synchronizacji przerzutnika typu D
Najczęściej stosowana jest synchronizacja zboczem zegara, czyli przejściem z jednego stanu logicznego do drugiego. Zbocze może być narastające (przejście z 0 na 1) lub opadające. 
Innym rodzajem synchronizacji jest Latch (zatrzask, synchronizacja poziomem), który działa w ten sposób, że w czasie trwania na wejściu zegarowym jedynki logicznej (lub zera, przy synchronizacji poziomem niskim), wyjście Q powtarza stany podawane na wejście D. 
W momencie zmiany stanu zegara następuje "zatrzaśnięcie" przerzutnika i od tej chwili informacja na wyjściu Q, aż do następnego taktu zegarowego, pozostaje niezmienna. 

Przerzutnik "zatrzask" typu D zbudowany z bramek NAND

Typowym zastosowaniem przerzutnika typu Latch jest zapamiętanie chwilowego stanu szyny danych w celu zobrazowania go na wyświetlaczu. Przerzutniki wyzwalane zboczem są bardziej odporne na zakłócenia ze względu na to, że zakłócenia od strony wejść informacyjnych mają wpływ na pracę przerzutnika jedynie w krótkim przedziale czasu (dla układów TTL serii 7400 rzędu kilkudziesięciu nanosekund).
Oprócz synchronicznego wejścia typu D przerzutnik posiada często również asynchroniczne wejścia typu S (od ang. set) i R (od ang. reset). Służą one do ustawiania (S) i zerowania przerzutnika (R). Wejścia asynchroniczne mają większy priorytet od wejścia synchronicznego i działają również wtedy, gdy na wejście zegarowe nie jest podawany odpowiedni stan.

Budowa przerzutnika synchronicznego na bramkach logicznych typu NAND i NOT

Przerzutnik D można stworzyć z przerzutnika typu JK. Na wejście J podaje się sygnał w postaci prostej, a na K w postaci zanegowanej.

Na bazie przerzutnika D można zbudować asynchroniczny przerzutnik typu T. W tym celu wystarczy połączyć wyjście Q z wejściem D. Wejście CLK traktujemy wtedy jako wejście informacyjne T.

## Tabela przejść[8][9]
| D | Q(t) | Q(t+1) |
| - | ---- | ------ |
| 0 | 0    | 0      |
| 0 | 1    | 0      |
| 1 | 0    | 1      |
| 1 | 1    | 1      |